# Feracrinus
Feracrinus is een geslacht van zeelelies uit de familie Hyocrinidae.

## Soorten
- Feracrinus aculeatus Mironov & Sorokina, 1998
- Feracrinus heinzelleri Bohn, 2012
- Feracrinus koslowi Améziane & Roux, 2011